# Ein Tag der Rosen im August...
Ein Tag der Rosen im August... è un film muto del 1927 diretto da Max Mack.

## Produzione
Il film fu prodotto dalla Film-Produktions-Gemeinschaft GmbH (FPG).

## Distribuzione
Distribuito dalla Filmhaus Bruckmann, uscì nelle sale cinematografiche tedesche presentato a Berlino il 12 agosto 1927.